# Villingen-Schwenningen
Villingen-Schwenningen je velké okresní město v německé spolkové zemi Bádensko-Württembersko. Je hlavním a největším městem zemského okresu Schwarzwald-Baar ve vládním obvodu Freiburg. Leží východně od pohoří Schwarzwald v nadmořské výšce přes 700 m n. m. Nedaleko Schwenningenu pramení řeka Neckar. V roce 2011 zde žilo přes 80 tisíc obyvatel.
Univerzitní město Villingen-Schweningen vzniklo v roce 1972 sloučením samostatných měst Schwenningen am Neckar a Villingen im Schwarzwald. 1. ledna 1970 byla samostatná obec Mühlhausen, která se nacházela v zemském okrese Rottweil, začleněna do samostatného města Schweningen am Neckar. To bylo také součástí okresu Rottweil. 1. prosince 1971 byla k městu Villingen im Schwarzwald přičleněna samostatná obec Obereschach, která se nacházela v zemském okrese Villingen. K 1. lednu 1972 došlo ke sloučení měst Schwenningen am Neckar a Villingen im Schwarzwald v jedno samostatné město s názvem Villingen-Schwenningen. Současně došlo k přejmenování zemského okresu Villingen na název zemský okres Villingen-Schwenningen. V dubnu téhož roku byly k městu přičleněny další čtyři obce, a to obce Herzogenweiler, Pfaffenweiler a Rietheim ze zemského okresu Villingen-Schwenningen a obec Tannheim ze zemského okresu Donaueschingen. 1. ledna 1974 byla k městu připojena také obec Marbach a rok později zde byly začleněny také obce Weigheim (součást zemského okresu Rottweil) a Weilersbach.
Obě části města jsou i v současnosti stále odděleny a leží několik kilometrů od sebe. V roce 2001 byl vedením města přijat městský znak, ve kterém jsou vyobrazeny symboly obou bývalých samostatných měst.

## Partnerská města
- Friedrichsthal, Sársko, Německo (od roku 1935)
- Pontarlier, Francie (od roku 1964)
- La Valette-du-Var, Francie (od roku 1974)
- Savona, Itálie (od roku 1986)
- Žitava, Sasko, Německo (od roku 1990)
- Tula, Rusko (od roku 1993)

## Galerie

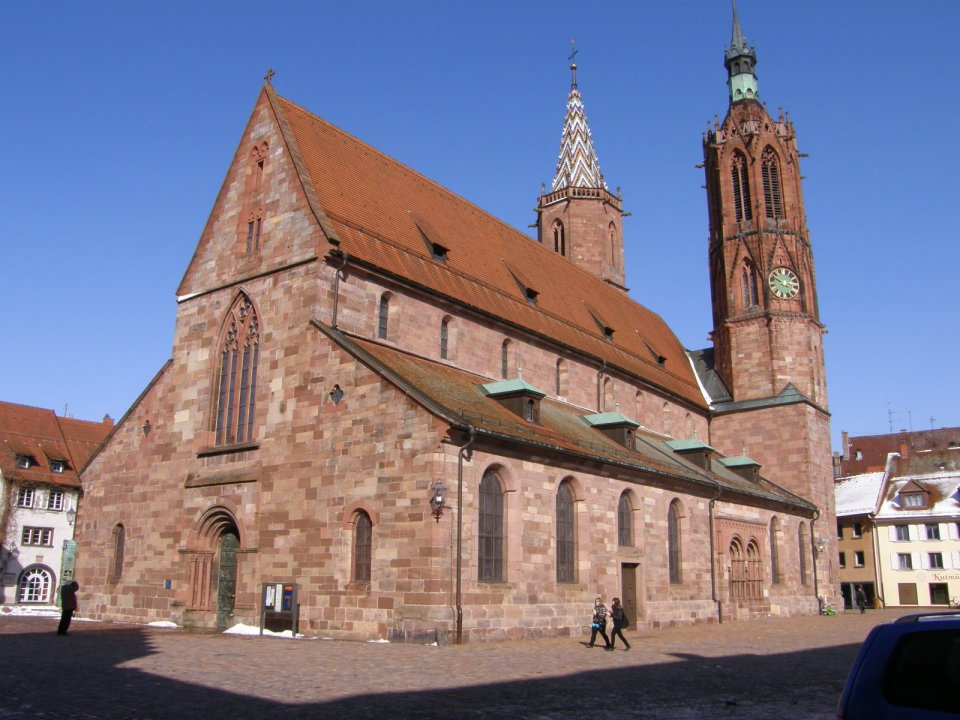
Katedrála ve Villingenu
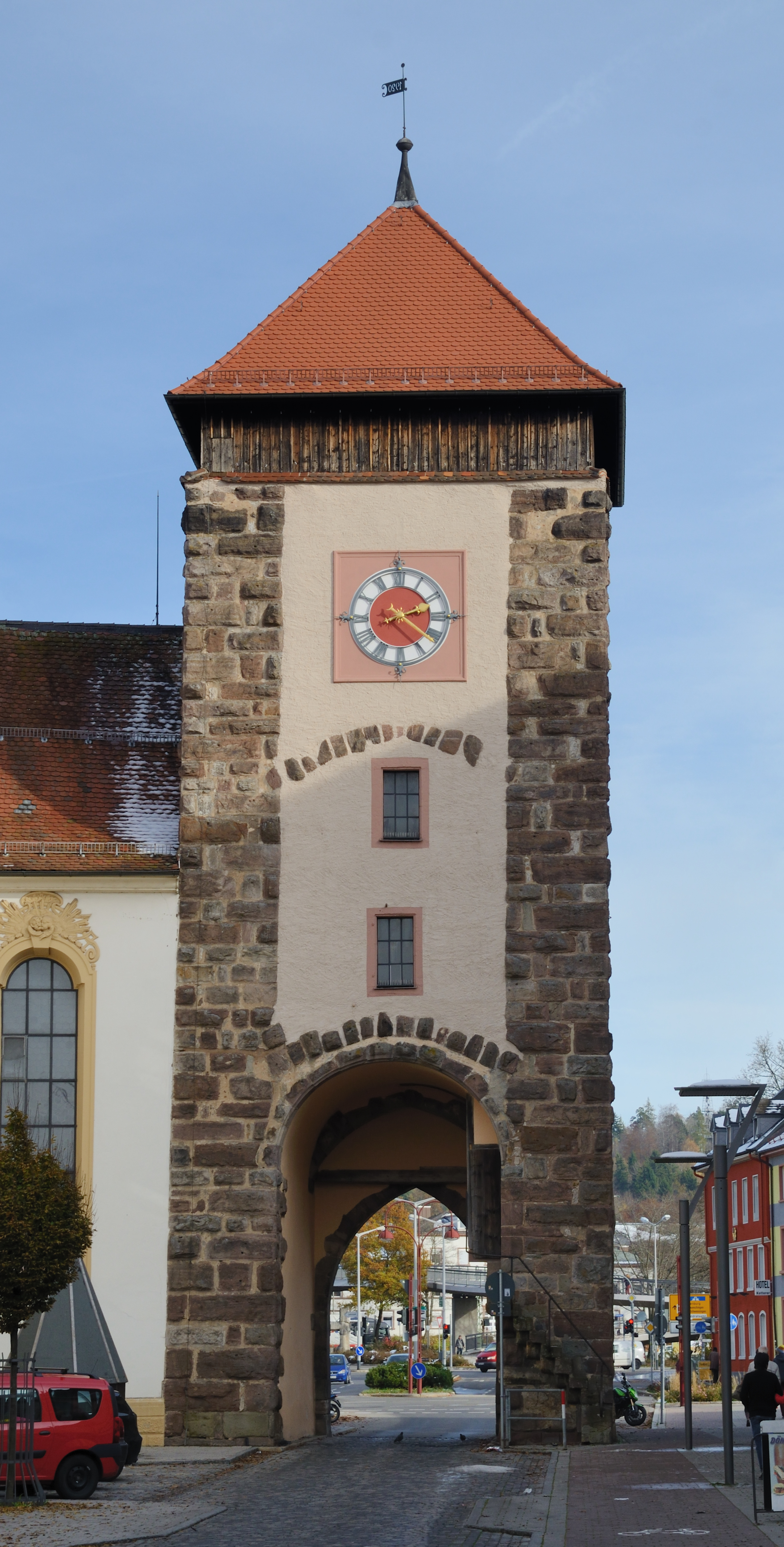
Jedna ze středověkých městských bran ve Villingenu
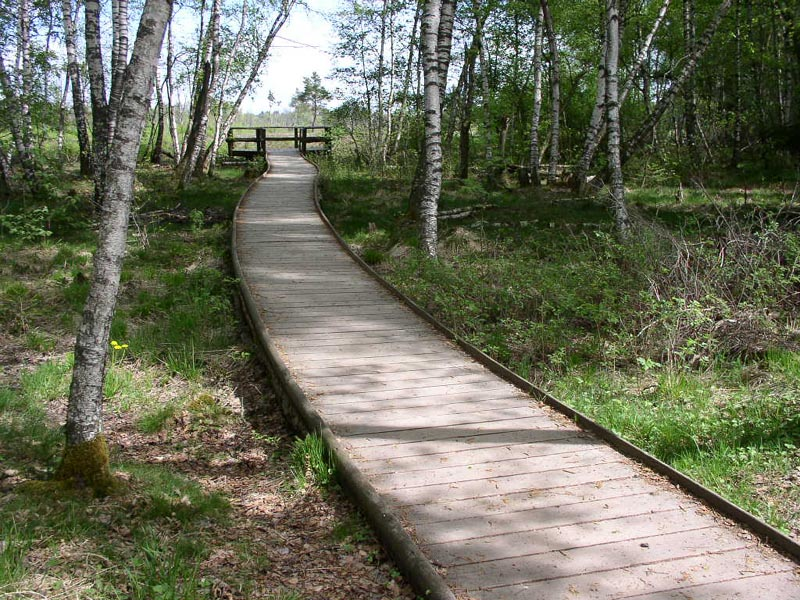
Rašeliniště Schwenninger Moos